# 九里一平
九里 一平（くり いっぺい、1940年1月1日 - 2023年7月1日）は、日本の漫画家、アニメ監督、アニメーションプロデューサー、キャラクターデザイナー。株式会社タツノコプロ第3代社長。京都府京都市出身。本名：吉田豊治（よしだ とよはる）。

## 来歴・人物
タツノコプロ創業経営者一族の「吉田三兄弟」の三男で、長兄は漫画家・アニメ原作者・タツノコプロ初代社長の吉田竜夫、次兄はアニメプロデューサー・タツノコプロ第2代社長・初代会長の吉田健二。
ペンネームの由来は「お前は目がクリクリしているから」と言われ「クリ＝九里」とし、さらに「一平」をつけたことによる。
挿絵画家・漫画家として活躍していた竜夫の後を追い上京。当初は挿絵画家志望だったが、竜夫の影響で漫画家を志し、竜夫のアシスタントとして活動した後、赤本の描き下ろし単行本『あばれ天狗』でデビュー。『マッハ三四郎』などの作品で人気を博す。タツノコプロ設立後は、多くのタツノコアニメでプロデューサー・企画・監督などの重責を約40年間にわたって担い続けた。
幼少の頃に進駐軍を見て「日本人でいたくない」という願望を持つ。進駐軍払い下げのアメコミを読み『スーパーマン』に憧れる（九里によると漫画デビュー作は「『スーパーマン』を子供にしたような漫画」である）。こうした原体験からその画風はアメコミ調である。さらに『マッハGoGoGo』など、手がけたアニメの世界観もアメリカ的である。
京都美術工芸大学の客員教授も務めた。
2023年7月1日に死去し、同月10日に近親者のみによる葬儀が執り行われたことが、19日にタツノコプロより発表された。

## 経歴
- 1940年、京都市に生まれる。
- 1958年、京都市立洛陽高等学校（後の京都市立洛陽工業高等学校→現・京都市立京都工学院高等学校）を中退。挿絵画家を志し、次兄・吉田健二とともに上京。
- 1959年、赤本の描き下ろし漫画単行本『あばれ天狗』を経て、集英社の「日の丸」に『Zボーイ』を連載し、中央の出版社でデビュー。
- 1962年、吉田竜夫、吉田健二と3人でアニメーション制作会社「竜の子プロダクション」（タツノコプロ）を設立。
- 1977年、タツノコプロの子会社・アニメフレンド（1990年解散）が設立され、同社の代表取締役に就任。
- 1987年、吉田健二の社長退任に伴い、タツノコプロの第3代社長に就任。
- 2005年
  - 7月1日、大手玩具メーカーのタカラによるタツノコプロの子会社化を受けて社長を退任。この時、吉田健二会長も同時に退任、吉田三兄弟がタツノコプロの経営から離れた。
  - 10月、第10回アニメーション神戸賞（神戸市主催）特別賞受賞[4]。
- 2019年7月29日、10年以上の歳月をかけ、人生最後の描き下ろし伝奇時代劇漫画『暗闇同心 鍔鳴剣屍郎 怨霊斬り』[5]を丸善ジュンク堂書店およびhonto限定で発売。
- 2023年7月1日、死去[1]。83歳没[6][7]。奇しくもタツノコプロ社長退任からちょうど18年後の同日だった。

## 主な作品

### 漫画
- マッハ三四郎（原作：久米みのる、構成：吉田竜夫）
- 大空のちかい
- 紅三四郎
- ファイター健
- 弾丸児
- アラーの誓い
- 海底人8823
- 海洋少年隊
- アラーの使者（同名特撮番組のコミカライズ）
- 暗闇同心 鍔鳴剣屍郎 怨霊斬り

### アニメ
- 赤い光弾ジリオン（製作）
- アニメンタリー 決断（総監督・演出・作画監督・原動画）
- 宇宙エース（企画・脚本・演出・キャラクターデザイン・作画監督）
- 宇宙の騎士テッカマン（プロデューサー・演出）
- 宇宙の騎士テッカマンブレード（製作）
- おらぁグズラだど（リメイク版）（企画）
- 海底大戦争 愛の20000マイル（監督・絵コンテ）
- 科学忍者隊ガッチャマン（プロデューサー）
- 科学忍者隊ガッチャマンII（プロデューサー・キャラクターデザイン）
- 科学忍者隊ガッチャマンF（企画・プロデューサー）
- 樫の木モック（演出）
- 鴉 -KARAS-（製作）
- キャッ党忍伝てやんでえ（製作総指揮）
- 紅三四郎（演出・総監督）
- けろっこデメタン（プロデューサー）
- ゴールドライタン（企画・キャラクターデザイン）
- ゴワッパー5 ゴーダム（演出）
- 昆虫物語 みなしごハッチ（演出・総監督）
- 昆虫物語 新みなしごハッチ（プロデューサー）
- 昆虫物語 みなしごハッチ（リメイク版）（製作・キャラクターデザイン）
- 昭和アホ草紙あかぬけ一番!（企画）
- 新造人間キャシャーン（テレビアニメ版＝プロデューサー、OVA版＝エグゼクティブプロデューサー）
- シンデレラ物語（製作）
- タイムボカンシリーズ（企画・プロデューサー[8]）
- ダッシュ勝平（企画）
- 天空戦記シュラト（製作）
- 闘士ゴーディアン（企画・キャラクターデザイン）
- ドテラマン（原案）
- とんでも戦士ムテキング（企画・プロデューサー・キャラクターデザイン）
- 風船少女テンプルちゃん（演出）
- ポールのミラクル大作戦（プロデューサー）
- マッハGoGoGo（1967年版）（演出）
- マッハGoGoGo（1997年版）（キャラクター原案・アートディレクター・主題歌作詞、他）
- 未来警察ウラシマン（企画）
- よばれてとびでて!アクビちゃん（企画・製作）
- ロビンフッドの大冒険（アニメーションプロデューサー）

これらはごく一部で、殆ど全てのタツノコアニメに重要な役割で携わっている。

## 著書
- 『京の夢、明日の思い出—あの頃のぼくに招かれて』 講談社、2004年11月。ISBN 4062126508
- 『九里一平作品集』 求龍堂、2012年11月。ISBN 4763012347
- 『九里一平 PAST & FUTURE』 河出書房新社（MOBSPROOF EX・出版ワークス）、2016年9月。ISBN 4309920942

## 関連記事
- 岩切徹「漫画家九里一平 アニメ界のモックは何処へ」 『AERA』、朝日新聞社、2005年10月17日号